# 米凯莱·加洛
米凯莱·加洛（義大利語：Michele Gallo，2001年5月18日—），意大利男子击剑运动员，2022年世界击剑锦标赛男子佩剑团体铜牌得主、2023年欧洲运动会男子佩剑团体银牌得主、2024年欧洲击剑锦标赛男子佩剑个人金牌得主、2025年欧洲击剑锦标赛男子佩剑团体银牌得主。